# Юрген Вернер (футболіст)
Юрген Вернер (нім. Jürgen Werner, 15 липня 1925 — 28 травня 2002) — німецький футболіст, що грав на позиції півзахисника. Всю свою кар'єру гравця провів у клубі «Гамбург», виступав також у складі збірної ФРН.

## Клубна кар'єра
Юрген Вернер розпочав виступи на футбольних полях у 1954 року в складі команди «Гамбург», кольори якої і захищав протягом усієї своєї кар'єри гравця, що тривала десять років. У 1960 році він став у складі команди чемпіоном Німеччини, а в 1963 році володарем Кубка ФРН. Завершив виступи на футбольних полях у 1963 році.

## Виступи за збірну
1961 року дебютував в офіційних матчах у складі збірної ФРН. У складі збірної був учасником чемпіонату світу 1962 року у Чилі. Загалом у збірній виступав до 1963 року, провів у її формі 4 матчі, забивши 2 голи.
Помер Юрген Вернер 28 травня 2002 року на 77-му році життя.